# Christian Tell
Christian Tell (ur. 12 stycznia 1808 w Braszowie, zm. 4 lutego 1884 w Bukareszcie) – rumuński polityk i generał.
Pochodził z rodziny chłopskiej. Studiował w Kolegium św. Sawy w Bukareszcie. Będąc studentem Gheorghe Lazăra i Iona Heliade-Rădulescu zetknął się tam z rumuńskim ruchem narodowym. Walczył w wojnie rosyjsko-tureckiej w szeregach armii Imperium osmańskiego, w której dosłużył się stopnia kapitana. W 1830 wstąpił do formującej się milicji Wołoszczyzny. W 1841 doszedł w niej do stopnia majora. W 1843 wraz z Ionem Ghicą i Nicolae Bălcescu założył tajne stowarzyszenie Frăția. W okresie Wiosny Ludów na czele dowodzonych przez siebie oddziałów walczył na Wołoszczyźnie, zyskując przydomek „miecza rewolucji”. W czerwcu 1848 wszedł w skład rządu tymczasowego, zaś w lipcu – rady regencyjnej. Należał do twórców Gwardii Narodowej, w której miał stopień generała.
Po upadku rewolucji przebywał na wygnaniu we Francji i na Chios. Wraz z Rădulescu i Nicolae Golescu należał do umiarkowanego politycznie skrzydła rumuńskiej emigracji. Powrócił z wygnania w 1857. Był członkiem Komisji Centralnej z Fokszanów – organu władzy ustawodawczej Zjednoczonych Księstw Mołdawii i Wołoszczyzny. Od 1862 do 1866 i od 1871 do 1874 pełnił funkcję ministra kultury. W latach 1870-1871 był burmistrzem Bukaresztu, a od 11 do 14 marca 1871 – ministrem wojny. W 1876 został wraz z innymi członkami konserwatywnych gabinetów postawiony przed sądem przez liberałów, jednak po interwencji króla Karola I został oczyszczony z zarzutów.